# Adam Meller
Adam Meller ps. „Conrad” (ur. 29 października 1910 w Żmigrodzie, zm. 29 stycznia 2000) – polski dyplomata i działacz komunistyczny, członek Komitetu Partyjnego PZPR w MSZ w 1949 roku, członek Komitetu POP PZPR przy MSZ w latach 1949–1953.

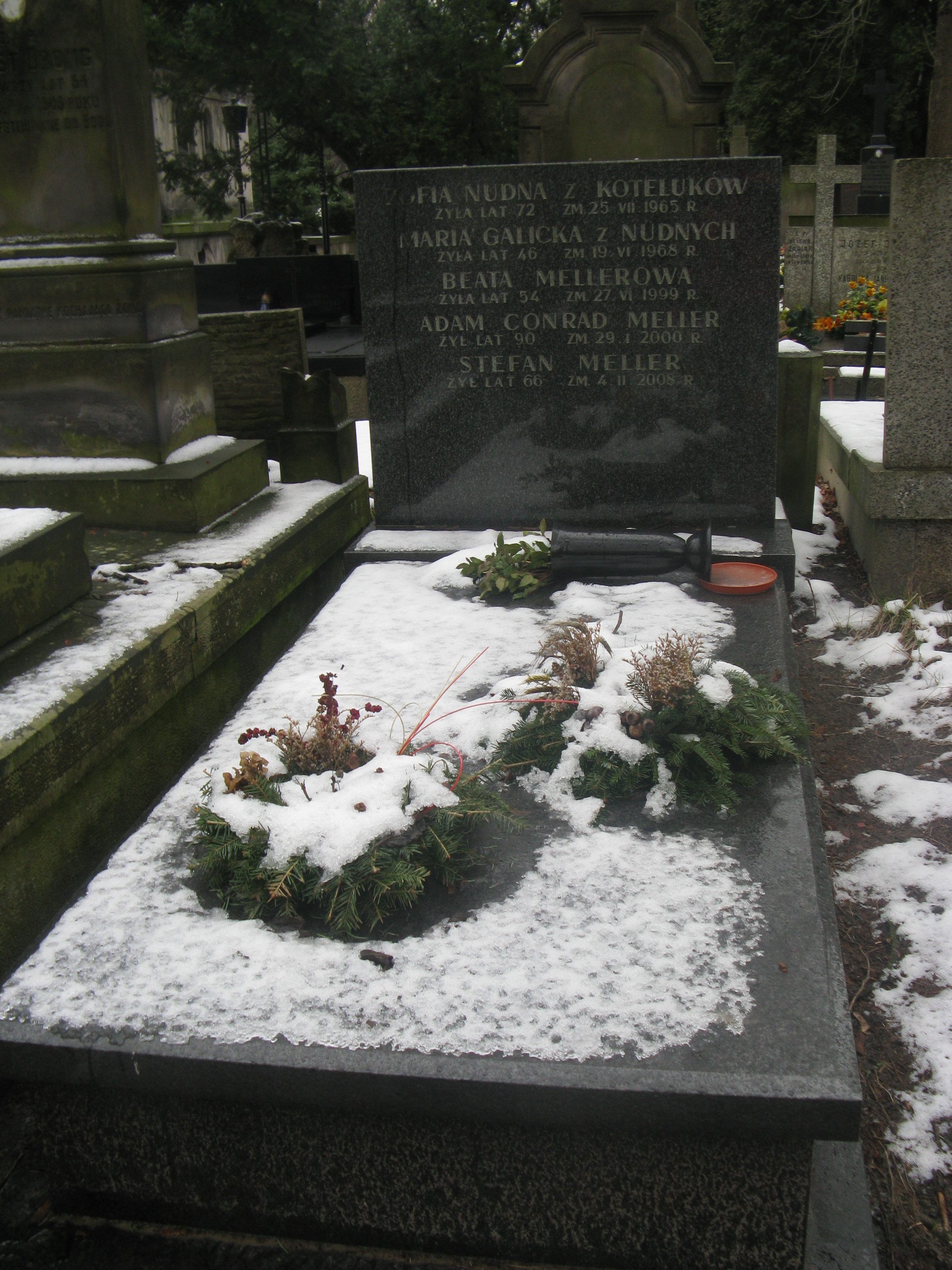
Grobowiec Mellerów na cmentarzu Powązkowskim

## Życiorys
Urodził się 29 października 1910 w Żmigrodzie. Pochodził z rodziny żydowskiej. Był synem Stanisława, bratem Huberta. Działał w Komunistycznej Partii Zachodniej Ukrainy, Polskiej Partii Robotniczej i Polskiej Zjednoczonej Partii Robotniczej. Był funkcjonariuszem aparatu partyjnego Komunistycznej Partii Polski. Przed II wojną światową został przerzucony przez Komintern z Ustrzyk Dolnych do Francji, gdzie organizował dostawy broni dla Brygad Międzynarodowych, walczących w hiszpańskiej wojnie domowej. W 1940 zaciągnął się do armii francuskiej (Kampania francuska 1940). Po klęsce Francji trafił do Résistance jako „Conrad”. Po wojnie pozostał we Francji, gdzie w czerwcu 1945 objął stanowisko intendenta Polskiej Misji Wojskowej w Paryżu.
Po powrocie do Polski w 1947, służył w Informacji Wojskowej. W latach 1957–1965 był przedstawicielem PRL przy ONZ w Genewie. Następnie pracował w Ministerstwie Spraw Zagranicznych jako dyrektor Departamentu II (obejmował Chiny, Wietnam, Komisję Rozejmową w Korei). W następstwie wydarzeń marca 1968 wysłany na wcześniejszą emeryturę 22 kwietnia 1968.
Nazwisko Adama Mellera-Conrada pojawiło się na liście Wildsteina, upublicznionej na początku 2005.
Zmarł 29 stycznia 2000. Został pochowany w grobowcu rodzinnym na cmentarzu Powązkowskim w Warszawie (kwatera 210-4-4).
Był ojcem Stefana Mellera (dyplomaty) i dziadkiem Marcina Mellera (dziennikarza).

## Odznaczenia i ordery
- Krzyż Kawalerski Orderu Odrodzenia Polski (1951)[11]
- Złoty Krzyż Zasługi – dwukrotnie (po raz drugi w 1954)[12]
- Medal 10-lecia Polski Ludowej (1955)[13]